# Liceo Italiano
Das Liceo Scientifico Italiano di Istanbul – I.M.I., bekannt als Liceo Italiano auf Italienisch und İtalyan Lisesi auf Türkisch, ist eine Privatschule, die sich im historischen Bezirk Pera, heute Beyoğlu, in der türkischen Stadt Istanbul befindet.
Obwohl es gemäß türkischem Recht als eine private höhere Schule betrachtet wird, erhält das Liceo Italiano finanzielle Unterstützung aus Italien, auch alle Lehrer stammen aus dem Land. Unterrichtssprachen sind Italienisch und Türkisch, das Studium des Latein und des Englischen sind ebenfalls Pflicht.

## Geschichte
Im Jahr 1861 wurde für die italienische Gemeinde in Istanbul, damals Hauptstadt des Osmanischen Reiches, eine Abendschule gegründet. Ein italienischer Wohlfahrtsverband förderte dann die Einrichtung einer Grund- und Mittelschule, die 1885 an der Rue de Pologne, der heutigen Nuru Ziya Sokak, den Betrieb aufnahm und 1888 von der italienischen Regierung als staatliche Auslandsschule anerkannt wurde. Das Jahr 1888 gilt heute als das Gründungsjahr des Liceo Italiano.
Zur genannten Grund- und Mittelschule kam 1895 eine Handelsschule mit Sitz in der Hayriya Sokak in Beyoğlu, die im Jahr 1900 eine Oberstufe erhielt, an der Schüler eine fachgebundene Hochschulreife erlangen konnten. Im Jahr 1910 gesellte sich neben die Handelsschule ein gymnasialer Zug. Diese Schulen standen italienischen und türkischen Jugendlichen nach bestehen entsprechender Aufnahmeprüfungen offen.
Nach kriegsbedingten Unterbrechungen wurden die italienischen Schulen in ein Schulgebäude auf dem Komplex des Venedik Sarayı an der Tomtom Kaptan Sokak verlegt. Es handelte sich dabei um den Standort der Botschaft der 1797 beseitigten Republik Venedig. Der venezianische Botschaftskomplex gehörte dann bis zum Ende des Ersten Weltkriegs Österreich-Ungarn, das die Anlagen erweitert und unter anderem das Schulgebäude für seine eigene Auslandsschule gebaut hatte. Da es sich bei dem Anwesen der italienischen Siegermacht zufolge um historisches italienisches Eigentum handelte, veranlasste der Hochkommissar Carlo Sforza dessen Besetzung.
Von der 1923 gegründeten Republik Türkei wurde das italienische Gymnasium unter der Bezeichnung Özel Italyan Lisesi staatlich anerkannt und den entsprechenden türkischen Schulen gleichgestellt. Im Jahr 1966 schaffte man zwischenzeitlich eingerichtete Berufsschulklassen, die Grundschule und dann auch die Handelsschule ab. Im Zuge einer türkischen Schulreform (Gesetz 4306/1997) führte man im Schuljahr 1998/99 eine Vorbereitungsklasse für Jugendliche ohne italienische Sprachkenntnisse ein. Die eigenständige Mittelschule (6. bis 8. Klasse) wurde als solche aufgelöst und dem Gymnasium angegliedert. Letzteres hat neben dem italienischen naturwissenschaftlichen Zweig (liceo scientifico) wegen der genannten türkischen Schulreform seit 1998 auch einen „türkisch-mathematischen“ Zweig.

## Bekannte Schüler
- Çağla Kubat (* 1979), Model, Schauspielerin, europäische Slalom-Windsurfen-Meisterin,
- Ergin Ataman (* 1966), Basketballtrainer
- Giovanni Scognamillo (1929–2016), Filmkritiker und Schauspieler
- Hazal Kaya (* 1988), Schauspielerin
- Jaklin Çarkçı (* 1958), Opernsängerin
- Kudsi Ergüner (* 1952), Nay-Spieler und Komponist
- Leyla Gencer(1928–2008), Opernsängerin
- Mehmet Günsür (* 1975), Schauspieler
- Nilüfer Yumlu (* 1955), Sängerin